# السی عفه کافمن
السی عفه کافمن مهندس پزشک غنایی است.